# 脇田恵子
脇田 恵子（わきた けいこ、1992年7月23日 - ）は、日本の女性ファッションモデル、女優。愛称は「こっちゃん」で、脇田自身は自分の事を「こつ」と呼んでいる。

## 略歴
スカウトがきっかけでモデルとなる。専属モデルを務めるファッション雑誌「hana*chu→」（主婦の友社）がほぼ初仕事だという。
2020年までスターダストプロモーションに所属していた。

## 人物
- 日本人の父とフィリピン人の母を持つハーフ[1]。クリスチャンネームは「ジェイカ・グレイス（Jeica Grace）」。

## 出演

### 雑誌
- Hana* chu→（主婦の友社）専属モデル
- Cawaii!（主婦の友社）専属モデル
- CUTiE（宝島社）専属モデル
- ViVi（講談社）専属モデル
- BLENDA（角川春樹事務所、2014年1月号 - 9月号）専属モデル[2]

### テレビドラマ
| 作品名             | 放送局     | 放送年 | 役名   | 備考      |
| ------------------ | ---------- | ------ | ------ | --------- |
| 相棒Season6        | テレビ朝日 | 2007年 | ナナエ | 第7話出演 |
| 夏の恋は虹色に輝く | フジテレビ | 2010年 | マリカ | 第4話出演 |

### ドキュメンタリー
- RAKUEN　三好和義と巡る楽園の旅 （2016年 - 2017年、 Amazonプライム・ビデオ）

### CM
- G-Star RAW Japan「G-Star RAW Elwood × N0IR」プロモーションムービー（2019年） [3]